# Джо Кіннір
Джо Патрік Кіннір (англ. Joseph Patrick Kinnear; 27 грудня 1946, Дублін, Ірландія — 7 квітня 2024) — колишній ірландський футболіст та тренер. Виступав на позиції захисника, провів більшу частину своєї кар'єри — десять сезонів — у складі «Тоттенгем Готспур». У футболці «шпор» виграв Кубок Англії, двічі Кубок Ліги, Суперкубок Англії і Кубок УЄФА. Народився в Дубліні, а у віці семи років переїхав до англійського Вотфорда. Зіграв 26 матчів за збірну Ірландію з футболу. Після завершення кар'єри гравця очолював збірну Індію та Непал, а також клуби «Донкастер Роверз», «Вімблдон», «Лутон Таун», «Ноттінгем Форест» і «Ньюкасл Юнайтед».

## Ранні роки
У 8-річному віці переїхав до Англії. Батько помер коли Джо був ще дитиною, а мати виховувала п'ятьох дітей у муніципальному маєтку у Вотфорді.

### Клубна кар'єра
Футболом розпочав займатися в «Сент-Олбанс Сіті». Талановитого захисника швидко помітили, й у 1963 році, у віці 17 років, перебрався в «Тоттенхем Хотспур» як футболіст-аматор. Навчався футбольній майстерності під керівництвом Білла Ніколсона. Дебютував за «Тотенгем» 8 квітня 1966 року в програному (1:4) домашньому поєдинку проти «Вест Гема Юнайтед». Провів десять років у «Тоттенгемі», зіграв у переможному (2:1) поєдинку фіналу Кубку Англії 1967 року на позиції правого захисника проти «Челсі». Провів майже 200 матчів у чемпіонаті за «Тоттенгем», відзначився двома голами. За час виступів у клубі виборов чотири головні трофеї: кубок Англії 1967 року; кубок УЄФА 1972 року і два розіграші Кубку Футбольної ліги (у 1971 та 1973 році). У 1975 році переїхав до «Брайтона», де провів 16 матчів, перш ніж завершити кар'єру у віці 30 років.

### Кар'єра в збірній
Дебютував за національну збірну Ірландії 22 лютого 1967 року в програному (1:2) поєдинку проти Туреччини. Загалом за національну команду зіграв 26 разів, забитими м'ячами не відзначався.

## Кар'єра тренера

### Азія
Після завершення футбольної кар'єри 1977 року Кіннір провів п'ять років у «Шарджі» в Об'єднаних Арабських Еміратах, тренував «Шарджу» та «Аш-Шабаб» (Дубай) (разом з Дейвом Макеєм), а також працював у Малайзії. Три місяці очолював збірну Індії та один рік — Непал, згодом повернувся до Англії, щоб допомогти Дейву Макею в «Донкастер Роверз».

### «Вімблдон»
Після відходу Макея в 1989 році ненадовго очолив «Донкастер», але його замінив Біллі Бремнер після того, як консорціум завершив поглинання клубу. Того ж року призначений менеджером резервної команди «Вімблдону», а в січні 1992 року призначений менеджером клубу після звільнення Пітера Віта. Кіннір привів «Донс» до 6-го місця в Прем’єр-лізі 1993/94. Наприкінці сезону його тричі визначали найкращим менеджером Прем’єр-ліги, коли «Вімблдон» фінішував вище за іменитіші команди, у тому числі й «Ліверпуль», «Астон Віллу», «Евертон» і «Тоттенгем Готспур».
У наступному сезоні продовжував кидати виклик долі, і «Вімблдон» посів 9 місце в чемпіонаті.
Повідомлялося, що Джо відмовився замінити Джека Чарлтона на посаді головного тренера національної збірної Ірландія в 1996 році. Потім Кіннір привів «Вімблдон» до півфіналу обох головних внутрішніх кубкових змагань у 1997 році, а також посів 8-ме місце в Прем’єр-лізі. Однак, коли «Вімблдон» перейшов до нових норвезьких власників після закінчення вище вказаного сезону, широко повідомлялося, що Джо Кіннір буде звільнений з посади тренера на користь норвезького тренера Оге Гарейде, але зміни керівництва так і не відбулося, і Кіннеар залишився керувати клубом ще два сезони.
Кіннір продовжував займати свою посаду «Вімблдона», допоки у березні 1999 року не переніс серцевий напад перед грою чемпіонату проти «Шеффілд Венсдей». У червні того ж року пішов у відставку, а на тренерському містку «Вімблдона» його замінив Егіль Ульсен. У наступному сезоні «Вімблдон» вибув з Прем'єр-ліги.

### «Лутон Таун»
Напередодні поверненням до футбольного менеджменту в «Лутон Таун» вважався фаворитом замість Мартіна О'Ніла на посаду головного тренера «Лестер Сіті», а також розглядав можливість взяти участь у боротьбі за посаду головного тренера «Шеффілд Венсдей». Натомість, Джо нетривалий період часу протягом сезону 2000/01 років працював спортивним директором «Оксфорд Юнайтед». У січні 2001 року подав у відставку, як повідомлялося, через поганий стан здоров'я. Проте справжньою причиною його відходу вважалася відсутність Кіннера на роботі в «Оксфорді». Через декілька тижнів йому доручили аналогічну посаду в «Лутон Таун»,які разом з «Оксфордом» боролися за збереження свого місця в тодішньому Другому дивізіоні. Після прибуття понизив у посаді тодішнього менеджера Ліла Фучілло та призначив себе менеджером команди.
Незважаючи на купівлю нападника Стіва Говарда за 50 000 фунтів стерлінгів у день закриття трансферного вікна, так і не зміг врятувати клуб від вильоту. Влітку 2001 року надав статус вільних агентів більшості гравцям команди, яка вилетіла, а натомість протягом сезону залучив декілька своїх людей, включаючи майбутніх капітанів Кевіна Ніколлса та Кріса Койна, а також вінгера Жан-Луї Валуа. Під керівництвом Кінніра команда підвищилася в класі, посівши друге місце після «Плімут Аргайл».
Наступний сезон став невдалим для Капелюшників, оскільки очікувалося, що вони змагатимуться за підвищення, але зрештою команда посіла 9-те місце. У травні 2003 року клуб продали консорціуму на чолі з Джоном Герні, що призвело до того, що Кінніра та його помічника Міка Гарфорда звільнили за загадкових обставин, посилаючись на підпис співробітника «Нортгемптон Тауна» в листах, які підтверджували звільнення.

### «Ноттінгем Форест»
Джо залишався без роботи, допоки «Ноттінгем Форест» не запропонував йому посаду менеджера в лютому 2004 року, замість Пола Гарта. «Лісовики» перебували у нижній третині турнірної таблиці, коли Джо очолив команду, але майже одразу фахівцеві вдалося поліпшити ситуацію. До завершення сезону 2003/04 років Кіннір зміг підняти клуб на 14-те місце. Наступний сезон розпочався з розмов про підвищення в класі, але він розпочався погано як для «Форест», так і Джо зокрема, команда здобула чотири перемоги з перших 23 матчів у чемпіонаті вище вказаного року. Поразка з рахунком 0:3 від «Дербі Каунті» на Прайд Парк Стедіум, ознаменував кінець роботи Кінніра в клубі та його відставку 16 грудня 2004 року. Після відходу Джо «Ноттінгем Форест» перебував на 22-му місці в таблиці Чемпіоншипу, клуб призначив Міка Гарфорда виконувачем обов'язків головного тренера. Зрештою, «Форест» вилетів з дивізіону за підсумками сезону, після того, як Гері Мегсона призначили як повноцінну заміну Джо Кінніру.

### «Ньюкасл Юнайтед» (2008-2009)
Після відходу з «Ноттінгем Форест» перебував без клубу протягом майже чотирьох років і не працював у вищому дивізіоні з 1999 року. Ходили чутки про те, що протягом цього часу він мав можливість приєднався до декількох клубів, у тому числі й КПР. Після шокуючої відставки Кевіна Кігана, який публічно критикував власників і директорів клубу у корупції та відсутність прозорості щодо того, хто насправді керує командою, 26 вересня 2008 року призначений виконувачем обов'язків головного тренера (до кінця жовтня) представника Прем'єр-ліги «Ньюкасл Юнайтед». Зрештою, по завершенні першого місяця початкову угоду продовжили ще на один місяць, за якою Джо Кіннір повинен був залишатися на Сент-Джеймс Парк щонайменше до кінця грудня.
2 жовтня 2008 року дозволив собі словесну тираду на адресу журналіста Daily Mirror Саймона Берда, назвавши його «пиздою». За перші п’ять хвилин інтерв’ю вилаявся понад 50 разів. Прес-офіцер клубу намагався наказати зібраним журналістам не публікувати жодних уривків із тиради, але сам тренер дав журналістам дозвіл написати з його висловлювань все, що завгодно. Згодом в інтерв'ю Джо повідомив, що допоки він буде головним тренером Ньюкасла більше не матиме справи з загальнонаціональними ЗМІ й спілкуватиметься лише з місцевими газетами, а тренер першої команди Кріс Г'ютон займатиметься всіма іншими інтерв'ю.
Перші два матчі під керівництвом Джо Кінніра, проти «Евертона» та «Манчестер Сіті», завершилися з однаковим нічийним рахунком, 2:2. Першу перемогу піл керівництвом нового головного тренера Ньюкасл здобув над «Вест-Бромвіч Альбіон» (2:1), причому першим голом відзначився Джої Бартон, який вперше з'явився у стартовому складі клубу після виходу з в’язниці влітку. Після цього Кіннір несподівано привів команду до перемоги в поєдинку проти «Астон Вілли», яка посідає п’яте місце, завдяки чому «Ньюкасл» дещо піднявся із нижньої частини таблиці та залишив зону вильоту. Два голи Обафемі Мартінса забезпечили перемогу з рахунком 2:0. 
31 жовтня 2008 року заявив, що 22 листопада стане «Днем Д» щодо продажу «Ньюкасл Юнайтед» і його посади як головного тренера. Після того, як «Ньюкасл» зіграв унічию з «Челсі» (0:0), очолив клуб ще на місяць. 28 листопада призначений постійним тренером «Ньюкасла» до завершення сезону 2008/09 років. 
Кіннір продовжив насичений для себе подіями сезон, отримавши вилучення 6 грудня після протистояння з арбітром Майком Райлі у нічийному (2:2) поєдинку зі «Сток Сіті», маючи протягом більшої частини матчу перевагу в два голи. Після невтішної нічиєї зі «Стоком» вони здобули перемоги над «Портсмутом» і «Тоттенгем Готспур», що стало п’ятою поспіль перемогою «Ньюкасла» в чемпіонаті проти команди з Північного Лондона.
Після поразки 28 грудня від «Ліверпуля» з рахунком 1:5 знову підтвердив свою віру в те, що команді «Ньюкасла» бракує потужності, оскільки головний тренер виставив експериментальний склад через травми та дискваліфікації в результаті поразки на День подарунків з рахунком 1:2 від «Віган Атлетік» і заявив, що хоче підсилити команду за допомогою трансферів у січневе вікно. У січні ініціював підписання Петера Левенкрандса, Кевіна Нолана та Раяна Тейлора. Останній з вище вказаних гравців підписаний як частина угоди з Шарлем Н'Зогбією. Н'Зогбіа часто заявляв у пресі через свого агента, що хоче піти після того, як Джо Кіннер неправильно вимовив його ім'я під час інтерв'ю, в якому він назвав його «безсонням» (англ. insomnia). Він також заявив, що не розглядатиме можливість повернення в «Ньюкасл», допоки Кіннір залишатиметься головним тренером. Шей Гівен також був проданий в «Манчестер Сіті» за 7 мільйонів фунтів .
7 лютого 2009 року, за декілька годин до матчу «Ньюкасл» - «Вест Бром», був доставлений до лікарні через погане самопочуття. У клубі заявили, що це було лише засобом перестраховки, а Кріс Г'ютон очолить команду. «Ньюкасл» переміг з рахунком 3:2 (перша перемога після Різдва). Пізніше стало відомо, що Кіннеру знадобиться операція серцевого шунтування, тому Алан Ширер займе посаду головного тренера до кінця сезону. Контракт Джо Кінніра з «Ньюкаслом» офіційно закінчився 30 травня 2009 року.

### Спортивний директор «Ньюкасл Юнайтед» (2013-2014)
16 червня 2013 року в серії телефонних інтерв'ю повідомив, що його призначили спортивним директором «Ньюкасл Юнайтед». У телефонному інтерв’ю Talksport 17 червня 2013 року стверджував, що замінив когось на ім’я «Дерек Ламбезі» (назвав ім'я з поилкою) на посаді футбольного директора клубу, підписав контракт з Діном Голдсвортом з Вімблдона за £50 000 (насправді £650 000), продав Роббі Ерла (вийшов на пенсію через рік після відходу Кінніра), підписав контракт із воротарем Тімом Крулом, коли він був головним тренером (фактично підписав контракт Грем Сунесс трьома роками раніше) і тричі був нагороджений нагородою «Менеджер року ЛМА», незважаючи на те, що виграв нагороду лише один раз, а також сказав, що його ніколи в житті не звільняли. Кіннір стверджував, що підписав Джона Гартсона безкоштовно, хоча насправді заплатив за нападника 7,5 мільйона фунтів стерлінгів. Він також неправильно вимовив імена Йоана Кабая, Хатема Бен Арфи, Шоли Амеобі та інших в інтерв’ю Talksport. Призначення, трирічний контракт, було підтверджено Ньюкасл Юнайтед 18 червня. Плутанина навколо призначення Джо Кінніра на вище вказану посаду була розкритикована колишнім президентом клубу Фредді Шефердом в інтерв'ю BBC Sport. Отримав порцію критики, коли літнє трансферне вікно 2013 року закрилося, але Джо так і не зміг зробити жодного постійного підписання, а єдиним новачком став Лоїк Ремі, якого орендували в «Квінз Парк Рейнджерс». Ця критика посилилася наприкінці зимового трансферного вікна 2014 року, коли Кіннір знову не зміг підписати з жодним гавцем повноцінного контракту після продажу півзахисника Йоана Кабая за 20 мільйонів фунтів стерлінгів, а взяв в оренду Люка де Йонга з «Боруссії» (Менхенгладбах).
3 лютого 2014 року пішов у відставку з посади спортивного директора «Ньюкасла».
У 2021 році стало відомо, що з 2015 року Джо Кіннір живе з деменсією. Помер 7 квітня 2024 року у віці 77 років.

## Статистика виступів

### Клубна (як гравця)
| Клубні виступи    | Клубні виступи             | Клубні виступи    | Ліга  | Ліга | Кубок        | Кубок        | Кубок ліги | Кубок ліги | Континентальні | Континентальні | Загалом | Загалом |
| Сезон             | Клуб                       | Ліга              | Матчі | Голи | Матчі        | Голи         | Матчі      | Голи       | Матчі          | Голи           | Матчі   | Голи    |
| Англія            | Англія                     | Англія            | Ліга  | Ліга | Кубок Англії | Кубок Англії | Кубок ліги | Кубок ліги | Єврокубки      | Єврокубки      | Загалом | Загалом |
| ----------------- | -------------------------- | ----------------- | ----- | ---- | ------------ | ------------ | ---------- | ---------- | -------------- | -------------- | ------- | ------- |
| 1965–66           | «Тоттенгем Готспур»        |                   | 8     | 0    |              |              |            |            |                |                |         |         |
| 1966–67           | «Тоттенгем Готспур»        | 20                | 0     |      |              |              |            |            |                |                |         |         |
| 1967–68           | «Тоттенгем Готспур»        | 31                | 1     |      |              |              |            |            |                |                |         |         |
| 1968–69           | «Тоттенгем Готспур»        | 24                | 0     |      |              |              |            |            |                |                |         |         |
| 1969–70           | «Тоттенгем Готспур»        | 9                 | 0     |      |              |              |            |            |                |                |         |         |
| 1970–71           | «Тоттенгем Готспур»        | 35                | 0     |      |              |              |            |            |                |                |         |         |
| 1971–72           | «Тоттенгем Готспур»        | 21                | 0     |      |              |              |            |            |                |                |         |         |
| 1972–73           | «Тоттенгем Готспур»        | 24                | 1     |      |              |              |            |            |                |                |         |         |
| 1973–74           | «Тоттенгем Готспур»        | 7                 | 0     |      |              |              |            |            |                |                |         |         |
| 1974–75           | «Тоттенгем Готспур»        | 17                | 0     |      |              |              |            |            |                |                |         |         |
|                   | «Тоттенгем Готспур»        | Загалом           | 196   | 2    | 24           | 0            | 20         | 0          | 18             | 0              | 258     | 2       |
| 1975–76           | «Брайтон енд Гоув Альбіон» |                   | 16    | 1    |              |              |            |            |                |                |         |         |
|                   | «Брайтон енд Гоув Альбіон» | Загалом           | 16    | 1    |              |              |            |            |                |                |         |         |
| Загалом           | Англія                     | Англія            | 212   | 3    |              |              |            |            |                |                |         |         |
| Усього за кар'єру | Усього за кар'єру          | Усього за кар'єру | 212   | 3    |              |              |            |            |                |                |         |         |

### Клубна (як тренера)
| Сезон                         | Команда                       | Чемпіонат                     | Чемпіонат | Чемпіонат | Чемпіонат | Чемпіонат | Нац. кубок | Нац. кубок | Нац. кубок | Нац. кубок | Нац. кубок | Конт. кубок | Конт. кубок | Конт. кубок | Конт. кубок | Конт. кубок | Інші кубки | Інші кубки | Інші кубки | Інші кубки | Інші кубки | Загалом | Загалом | Загалом | Загалом | % Перемог | Місце            |
| Сезон                         | Команда                       | Змаг                          | Іг        | В         | Н         | П         | Змаг       | Іг         | В          | Н          | П          | Змаг        | Іг          | В           | Н           | П           | Змаг       | Іг         | В          | Н          | П          | Іг      | В       | Н       | П       | %         | Місце            |
| ----------------------------- | ----------------------------- | ----------------------------- | --------- | --------- | --------- | --------- | ---------- | ---------- | ---------- | ---------- | ---------- | ----------- | ----------- | ----------- | ----------- | ----------- | ---------- | ---------- | ---------- | ---------- | ---------- | ------- | ------- | ------- | ------- | --------- | ---------------- |
| січ.-лип. 1992                | «Вімблдон»                    | ПД                            | 17        | 7         | 5         | 5         | КА+КФЛ     | -          | -          | -          | -          | -           | -           | -           | -           | -           | -          | -          | -          | -          | -          | 17      | 7       | 5       | 5       | 41,18     | Бл. 13º          |
| 1992-1993                     | «Вімблдон»                    | ПЛ                            | 42        | 14        | 12        | 16        | КА+КФЛ     | 5+4        | 1+1        | 3+1        | 1+2        | -           | -           | -           | -           | -           | -          | -          | -          | -          | -          | 51      | 16      | 16      | 19      | 31,37     | 12º              |
| 1993-1994                     | «Вімблдон»                    | ПЛ                            | 42        | 18        | 11        | 13        | КА+КФЛ     | 3+6        | 2+3        | 0+2        | 1+1        | -           | -           | -           | -           | -           | -          | -          | -          | -          | -          | 51      | 23      | 13      | 15      | 45,10     | 6º               |
| 1994-1995                     | «Вімблдон»                    | ПЛ                            | 42        | 15        | 11        | 16        | КА+КФЛ     | 4+3        | 2+2        | 1+0        | 1+1        | -           | -           | -           | -           | -           | -          | -          | -          | -          | -          | 49      | 19      | 12      | 18      | 38,78     | 9º               |
| 1995-1996                     | «Вімблдон»                    | ПЛ                            | 38        | 10        | 11        | 17        | КА+КФЛ     | 8+2        | 3+0        | 4+1        | 1+1        | -           | -           | -           | -           | -           | -          | -          | -          | -          | -          | 48      | 13      | 16      | 19      | 27,08     | 14º              |
| 1996-1997                     | «Вімблдон»                    | ПЛ                            | 38        | 15        | 11        | 12        | КА+КФЛ     | 7+8        | 4+3        | 2+5        | 1+0        | -           | -           | -           | -           | -           | -          | -          | -          | -          | -          | 53      | 22      | 18      | 13      | 41,51     | 8º               |
| 1997-1998                     | «Вімблдон»                    | ПЛ                            | 38        | 10        | 14        | 14        | КА+КФЛ     | 5+3        | 2+2        | 2+1        | 1+0        | -           | -           | -           | -           | -           | -          | -          | -          | -          | -          | 46      | 14      | 17      | 15      | 30,43     | 15º              |
| 1998-1999                     | «Вімблдон»                    | ПЛ                            | 38        | 10        | 12        | 16        | КА+КФЛ     | 3+7        | 1+4        | 1+1        | 1+2        | -           | -           | -           | -           | -           | -          | -          | -          | -          | -          | 48      | 15      | 14      | 19      | 31,25     | 16º              |
| Загалом за «Вімблдон»         | Загалом за «Вімблдон»         | Загалом за «Вімблдон»         | 295       | 99        | 87        | 109       |            | 68         | 30         | 24         | 14         |             | -           | -           | -           | -           |            | -          | -          | -          | -          | 363     | 129     | 111     | 123     | 35,54     |                  |
| лют.-лип. 2001                | «Лутон Таун»                  | ДД                            | 21        | 5         | 7         | 9         | КА+КФЛ     | -          | -          | -          | -          | -           | -           | -           | -           | -           | ТФЛ        | -          | -          | -          | -          | 21      | 5       | 7       | 9       | 23,81     | Бл. 22º (пониж.) |
| 2001-2002                     | «Лутон Таун»                  | ТД                            | 46        | 30        | 7         | 9         | КА+КФЛ     | 1+1        | 0+0        | 0+0        | 1+1        | -           | -           | -           | -           | -           | ТФЛ        | 1          | 0          | 1          | 0          | 49      | 30      | 8       | 11      | 61,22     | 2º (підв.)       |
| 2002-2003                     | «Лутон Таун»                  | ДД                            | 46        | 17        | 14        | 15        | КА+КФЛ     | 2+2        | 1+1        | 0+0        | 1+1        | -           | -           | -           | -           | -           | ТФЛ        | 3          | 2          | 1          | 0          | 53      | 21      | 15      | 17      | 39,62     | 9º               |
| Загалом за «Лутон Таун»       | Загалом за «Лутон Таун»       | Загалом за «Лутон Таун»       | 113       | 52        | 28        | 33        |            | 6          | 2          | 0          | 4          |             | -           | -           | -           | -           |            | 4          | 2          | 2          | 0          | 123     | 56      | 30      | 37      | 45,53     |                  |
| січ.-лип. 2004                | «Ноттінгем Форест»            | ПД                            | 17        | 8         | 7         | 2         | КА+КФЛ     | -          | -          | -          | -          | -           | -           | -           | -           | -           | -          | -          | -          | -          | -          | 17      | 8       | 7       | 2       | 47,06     | Бл. 14º          |
| сер.-гр. 2004                 | «Ноттінгем Форест»            | ЧФЛ                           | 23        | 4         | 8         | 11        | КА+КФЛ     | 0+4        | 2          | 2          | 0          | -           | -           | -           | -           | -           | -          | -          | -          | -          | -          | 27      | 6       | 10      | 11      | 22,22     |                  |
| Загалом за «Ноттінгем Форест» | Загалом за «Ноттінгем Форест» | Загалом за «Ноттінгем Форест» | 40        | 12        | 15        | 13        |            | 4          | 2          | 2          | 0          |             | -           | -           | -           | -           |            | -          | -          | -          | -          | 44      | 14      | 17      | 13      | 31,82     |                  |
| вер. 2008- лют. 2009          | «Ньюкасл Юнайтед»             | ПЛ                            | 19        | 4         | 8         | 7         | КА+КФЛ     | 2+0        | 0          | 1          | 1          | -           | -           | -           | -           | -           | -          | -          | -          | -          | -          | 21      | 4       | 9       | 8       | 19,05     |                  |
| Усього за кар'єру             | Усього за кар'єру             | Усього за кар'єру             | 467       | 167       | 138       | 162       |            | 80         | 34         | 27         | 19         |             | -           | -           | -           | -           |            | 4          | 2          | 2          | 0          | 551     | 203     | 167     | 181     | 36,84     |                  |

## Досягнення

### Як гравця
«Тоттенгем Готспур»
- Кубок Англії
  -  Чемпіон (1): 1966/67

- Кубок Футбольної ліги
  -  Володар (2): 1970/71, 1972/73

- Суперкубок Англії
  -  Володар (1): 1967 (розділений)

- Кубок УЄФА
  -  Володар (1): 1971/72

### Як тренера
Непал
- Південноазійські ігри
  -  Фіналіст (1): 1987

«Лутон Таун»
- Третій дивізіон Футбольної ліги
  -  Срібний призер (1): 2001/02

Індивідуальні
- Менеджер року за версією ЛМА (1): 1994
- Тренер місяця англійської Прем'єр-ліги (4): вересень 1993, березень 1994, квітень 1994, вересень 1996[63]